# Liste der Biografien/Wex
Liste der Biografien |
Portal Biografien |
Personensuche
# |
A |
B |
C |
D |
E |
F |
G |
H |
I |
J |
K |
L |
M |
N |
O |
P |
Q |
R |
S |
T |
U |
V |
W |
X |
Y |
Z |
?
 
Wa |
Wc |
Wd |
We |
Wh |
Wi |
Wj |
Wl |
Wn |
Wo |
Wr |
Ws |
Wt |
Wu |
Ww |
Wy |
Wz
 
Wea |
Web |
Wec |
Wed |
Wee |
Wef |
Weg |
Weh |
Wei |
Wej |
Wek |
Wel |
Wem |
Wen |
Weo |
Wep |
Wer |
Wes |
Wet |
Weu |
Wev |
Wew |
Wex |
Wey |
Wez
Die Liste der Biografien führt alle Personen auf, die in der deutschsprachigen Wikipedia einen Artikel haben. Dieses ist eine Teilliste mit 34 Einträgen von Personen, deren Namen mit den Buchstaben „Wex“ beginnt.

## Wex
- Wex, Adalbert (1867–1932), deutscher Landschaftsmaler
- Wex, Adolphus Lehnert (1859–1918), deutscher Anwalt und Politiker, MdHB
- Wex, Eduard (1827–1902), deutscher Bauingenieur
- Wex, Erika (1909–2004), deutsche Hockeyspielerin
- Wex, Friedrich Karl (1801–1865), deutscher Altphilologe, Gymnasiallehrer und Schulleiter
- Wex, Gustav von (1811–1892), österreichischer Wasserbauingenieur
- Wex, Helga (1924–1986), deutsche Politikerin (CDU), MdB
- Wex, Leonhard, deutscher Stuckateur des Rokoko
- Wex, Marianne (1937–2020), deutsche Künstlerin und Autorin esoterischer Bücher
- Wex, Martin (* 1968), österreichischer Politiker (ÖVP), Landtagsabgeordneter in Tirol
- Wex, Michael (* 1954), kanadischer Schriftsteller, Entertainer und Jiddischist
- Wex, Willibald (1831–1892), deutscher Landschaftsmaler
- Wex-Cleemann, Else (1890–1978), deutsche Malerin

### Wexb
- Wexberg, Erwin (1889–1957), österreichisch-US-amerikanischer Psychiater

### Wexe
- Wexel, Carl (1819–1886), deutscher Schriftsteller und Bühnenautor, Komiker, Theaterschauspieler und Theaterregisseur
- Wexel, Louise (1847–1936), deutsche Theaterschauspielerin
- Wexelsen, Christian Delphin (1830–1883), norwegischer Landschaftsmaler der Düsseldorfer Schule

### Wexi
- Wexionius, Michael (1609–1670), finnischer Historiker und Jurist schwedischer Herkunft

### Wexl
- Wexler, Harry (1911–1962), US-amerikanischer Meteorologe
- Wexler, Haskell (1922–2015), US-amerikanischer Kameramann
- Wexler, Howard (* 1949), US-amerikanischer Kameramann und Filmproduzent
- Wexler, Jeff, US-amerikanischer Toningenieur
- Wexler, Jerry (1917–2008), US-amerikanischer R&B-Produzent
- Wexler, Nancy (* 1945), US-amerikanische Psychologin und Genetikerin
- Wexler, Norman (1926–1999), US-amerikanischer Drehbuchautor
- Wexler, Peter J. (1923–2002), britischer Romanist und Lexikologe
- Wexler, Robert (* 1961), US-amerikanischer Politiker
- Wexler, Skyler (* 2006), kanadische Schauspielerin
- Wexler, Tanya (* 1970), US-amerikanische Filmregisseurin
- Wexler-Kreindler, Eléna (1931–1992), rumänische Mathematikerin und Hochschullehrerin
- Wexley, John (1907–1985), US-amerikanischer Drehbuchautor und Dramatiker

### Wexn
- Wexner, Leslie (* 1937), US-amerikanischer UnternehmerLeslie Wexner (* 1937)

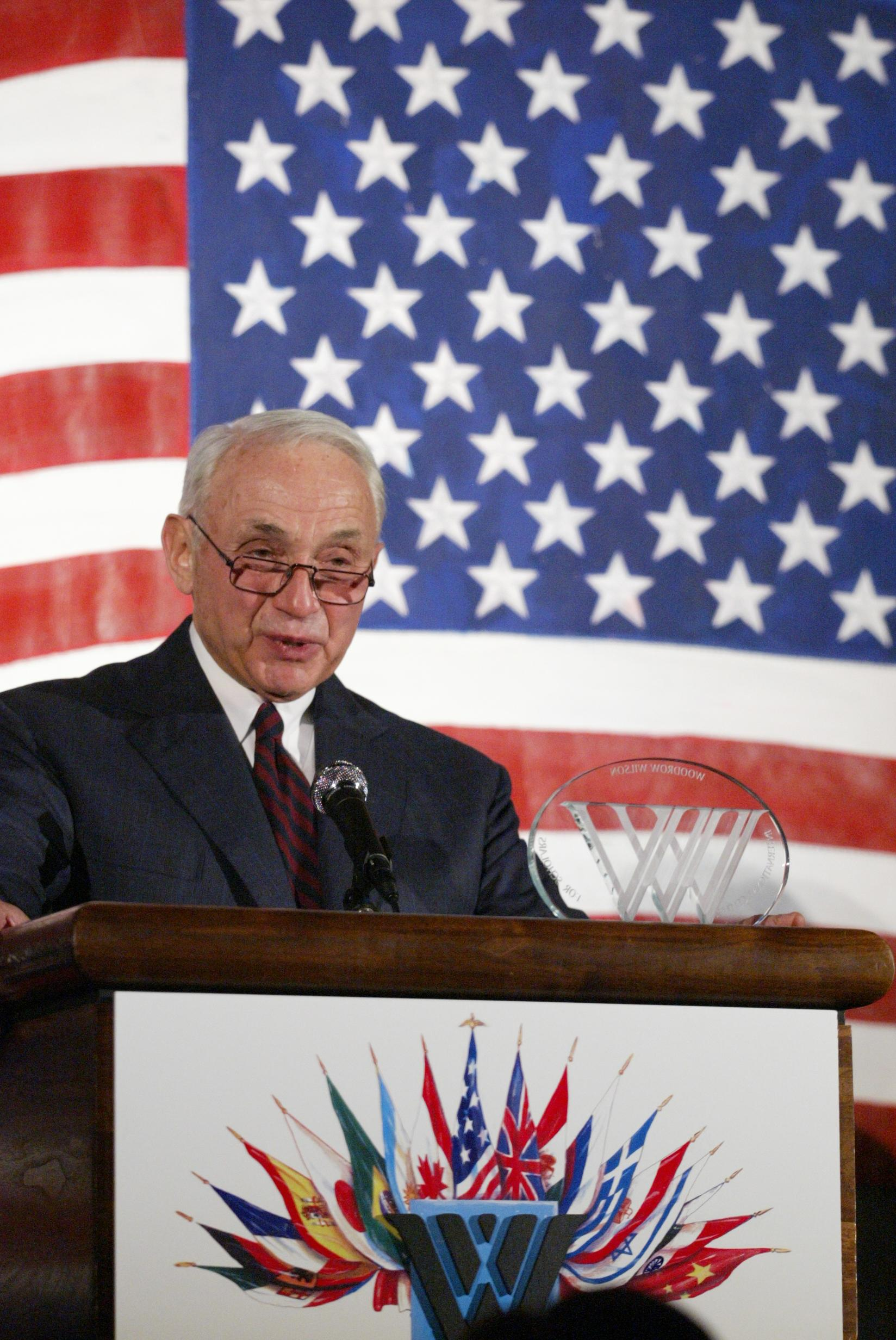
Leslie Wexner (* 1937)

### Wext
- Wexter, Michael (* 1997), US-amerikanischer Volleyballspieler
- Wexton, Jennifer (* 1968), US-amerikanische Politikerin der Demokratischen Partei